# Guy Lemarchand (historien)
Guy Lemarchand, né le 8 octobre 1932 à Neufchâtel-en-Bray, mort le 29 mars 2022 à Bois-Guillaume, est un historien moderniste français.

## Biographie
Bachelier en 1949 après des études secondaires à Rouen et au Lycée Charlemagne à Paris diplômé de l'Institut d'études politiques de Paris en 1954, il s'oriente vers l'histoire pour obtenir un Diplôme d'études supérieures (DES) sous la direction d'Ernest Labrousse consacré au « problème ouvrier aux élections générales de 1869 à Paris ». Agrégé d'histoire en 1959, il est nommé en 1960, au Lycée Corneille à Rouen. En 1967 il devient enseignant à l'Université de Rouen, où il accomplit un cursus professionnel qui le mène d'assistant à professeur (1990), puis professeur émérite d'histoire moderne. Il s'y lie d'amitié avec son collègue Claude Mazauric.
En 1986 il soutient une thèse de doctorat d'État sous la direction finale de Michel Vovelle sur « La fin du féodalisme dans le pays de Caux : conjoncture économique et démographique et structure sociale dans une région de grande culture, de la crise du XVIIe siècle à la stabilisation de la Révolution, 1640-1795 ».
Il publie un grand nombre d'articles dans les revues scientifiques, : Annales historiques de la Révolution française, Revue d'histoire moderne & contemporaine, Annales de Normandie, etc. Il est membre du comité de rédaction des Cahiers d'histoire. Revue d'histoire critique (ex Cahiers d'histoire de l'Institut de recherches marxistes), auxquels il livre plusieurs contributions. 
Il meurt en mars 2022.

## Publications
- Paysans et seigneurs en Europe. Une histoire comparée. XVIe – XIXe siècles[8], Presses universitaires de Rennes, 2011.
- L'économie en France de 1770 à 1830, de l'Ancien Régime à la Révolution industrielle, « coll. U », Armand Colin, 2008  (ISBN 978-2-200-24232-9).
- Féodalisme, société et Révolution Française. Études d'histoire moderne, XVIe – XVIIIe siècle[9], Annales de Normandie, 2000, 383 p.  (ISBN 2-902239-01-7).
- La fin du féodalisme dans le Pays de Caux (1640-1795), Paris, éditions du CTHS, 1989.
- (avec Monique Clavel-Lévêque & Marie-Thérèse Lorcin) Les campagnes françaises : précis d'histoire rurale, Paris, éditions sociales, 1983.
- (avec Albert Soboul & Michèle Fogel) Le Siècle des Lumières. tome 1 : L'essor (1715-1750), « coll. Peuples et Civilisations », Paris, Presses universitaires de France, 1977.